# エブラ語
エブラ語（英: Eblaite language）は、セム語派の消滅した言語で、紀元前23世紀に古代都市エブラ、現在の西シリアのアレッポとハマーの間にあるテル・マルディーフで用いられていた。
エブラ語は、サルゴン以前のアッカド語に近い言語東セム語のひとつとして記述されてきた。たとえば、マンフレート・クレベルニクはエブラ語について、粘土板に出現する王名の一部は北西セム語に属するものの、「アッカド語にきわめて近いため、初期のアッカド語の方言として分類できる」と言っている。ジョン・ヒューナーガードはエブラ語が西セム語の形態的改新を持たず、その一方でアッカド語と共通の改新（形容詞複数男性の接尾辞-ūtの存在、独立した二人称・三人称与格接尾辞の発達）があることから東セム語に含め、かつアッカド語のすべての方言に見られるいくつかの改新がエブラ語に見られないことから、アッカド語の方言ではないとした。一方サイラス・ゴードンによれば、書記がエブラ語を話すことはあったかもしれないが、おそらくあまり話されることはなく、東セム語と西セム語の両方の特徴を持つリンガ・フランカとしての文章語であっただろうとする。
エブラ語は約1万5千枚の粘土板の上に楔形文字で書かれており、1970年以降、主にエブラの遺跡で発見された。
エブラ語はアッカド語の最古層である古アッカド語と同時期のものであり、その音節文字部分はセム語を表記するために十分な発達をしておらず、調音の近い音が区別されない。無声音・有声音・強調音の区別や母音の長さが表記されない。古アッカド語の場合は後の時代のバビロニア語やアッシリア語との比較によってそれらが実際に何の音を表していたのかを推測できるが、エブラ語はごく短い期間しか使われなかったために、どのような音韻体系を持っていたのか知ることが難しい。また、アッカド語と違ってエブラ語は表語文字で記された部分の割合が非常に高く（9割が表語文字ともいう）、さらに文章に省略が多いことが、解読や言語構造の理解を難しくしている。語順はわかるものの、表語文字でしか書かれない語についてはどう読まれていたのか知ることができない。